# クラフトマスターズ
クラフトマスターズ（CraftmastersEstonia）は、エストニアの手作りおもちゃメーカー。
2007年1月設立。"MATU"の商標で手作りの木製玩具製造を行っている。
2009年からは数学的知識の習得を兼ねたドミノ「Matemaatiline Doomino」の販売を行っている。このドミノはタルトゥ県Luunjaの高校生によって考案されたもので、ドミノを販売した学生企業"Matheco"は2008年、エストニアの最優秀学生企業として表彰された。2009年からはやはり児童の描いた絵柄を入れたパッケージでクラフトマスターズより販売されている。